# Lorenzo Tramalli
Lorenzo Tramalli (Portovenere, 1577 – Napoli, 8 ottobre 1649) è stato un vescovo cattolico e diplomatico italiano, a servizio della Santa Sede.

## Biografia
Dopo aver conseguito la laurea in diritto canonico, si avviò alla carriera diplomatica, divenendo nel 1625 internunzio apostolico nel Regno di Napoli.

### Ministero episcopale
Il 16 settembre 1626 fu nominato vescovo di Gerace da papa Urbano VIII.
Nel mese di ottobre del 1626 ricevette a Roma la consacrazione episcopale dalle mani del cardinale Laudivio Zacchia; mentre il 12 aprile 1627 fu nominato collettore apostolico in Portogallo e rimase in carica fino al 30 settembre 1634, dove si occupò della questione di considerare cattolici anche i preti indigeni.
Nel 1634 celebrò un sinodo diocesano nella diocesi di Gerace.
Tornato in Italia, fu nominato assistente al soglio pontificio.
Il 26 marzo 1639 ricevette l'incarico di nunzio apostolico nel regno di Napoli.
Nel 1644, al termine della nunziatura napoletana, ritornò nella diocesi di Gerace e vi rimase fino alla morte, che avvenne l'8 ottobre 1649.

## Genealogia episcopale
La genealogia episcopale è:
- Cardinale Guillaume d'Estouteville, O.S.B.Clun.
- Papa Sisto IV
- Papa Giulio II
- Cardinale Raffaele Sansone Riario
- Papa Leone X
- Papa Paolo III
- Cardinale Francesco Pisani
- Cardinale Alfonso Gesualdo di Conza
- Papa Clemente VIII
- Cardinale Pietro Aldobrandini
- Cardinale Laudivio Zacchia
- Vescovo Lorenzo Tramalli